# Jeździectwo na Letnich Igrzyskach Olimpijskich 1912 – skoki indywidualnie
Indywidualny konkurs skoków przez przeszkody było jedną z pięciu konkurencji jeździeckich rozgrywanych podczas V Letnich Igrzysk Olimpijskich w Sztokholmie w 1912 roku. Zawody odbyły się 16 lipca. Zwyciężył reprezentant Francji Jacques Cariou, pokonując w dogrywce zawodnika niemieckiego Raboda von Kröcher.
Tor na parkurze obejmował 15 przeszkód, w tym 4 podwójne, co daje łączną liczbę 19 skoków. Z każdy czysty skok zawodnik otrzymywał 10 punktów. Maksymalna wysokość do pokonania wynosiła 1,4 metra, zaś rów z wodą był długości 4 metrów. Tor przejazdu wynosił 1533 metry. Maksymalna liczba punktów do zdobycia wynosiła 190. Wysokość kar (odjęcie punktów) była następująca: pierwsza odmowa skoku – 2 punkty, druga odmowa skoku – 4 punkty, trzecia odmowa skoku – 6 punktów, upadek z konia – 6 punktów, trącenie przeszkody nogą konia – 1 punkt, zrzutka przednią nogą konia – 4 punkty, zrzutka tylną nogą konia – 2 punkty, dotknięcie rowu z wodą przednią nogą konia – 2 punkty, dotknięcie rowu z wodą tylną nogą konia – 4 punkty. Norma czasowa wynosiła 3:50 min. Przekroczenie normy czasu skutkowało odjęciem 2 punktów za każde rozpoczęte pięć sekund.

## Wyniki
| Miejsce | Zawodnik i koń                            | Czas         | Kary za czas | Punkty karne | Zdobyte punkty | Dogrywka |
| ------- | ----------------------------------------- | ------------ | ------------ | ------------ | -------------- | -------- |
|         | Jacques Cariou na koniu Mignon            | ---          | 0            | 4            | 186            | 55       |
|         | Rabod von Kröcher na koniu Dohna          | ---          | 0            | 4            | 186            | 53       |
|         | Emmanuel de Blommaert na koniu Clomore    | ---          | 0            | 5            | 185            |          |
| 4       | Herbert Scott na koniu Shamrock           | ---          | 0            | 6            | 184            |          |
| 5       | Sigismund Freyer na koniu Ultimus         | ---          | 0            | 7            | 183            |          |
| 6       | Nils Adlercreutz na koniu Ilex            | ---          | 0            | 9            | 181            |          |
| 6       | Ernst Casparsson na koniu Kiriki          | ---          | 0            | 9            | 181            |          |
| 6       | Wilhelm von Hohenau na koniu Pretty Girl  | ---          | 0            | 9            | 181            |          |
| 9       | Ernst Deloch na koniu Hubertus            | ---          | 0            | 10           | 180            |          |
| 9       | Gustaf Lewenhaupt na koniu Medusa         | ---          | 0            | 10           | 180            |          |
| 9       | Charles Lewenhaupt na koniu Arno          | ---          | 0            | 10           | 180            |          |
| 9       | Dymitr Pawłowicz Romanow na koniu Unité   | ---          | 0            | 10           | 180            |          |
| 13      | Michel Dufort na koniu Amazone            | ---          | 0            | 11           | 179            |          |
| 13      | Carl-Axel Torén na koniu Falken           | ---          | 0            | 11           | 179            |          |
| 15      | Karol Rómmel na koniu Siablik             | ---          | 0            | 12           | 178            |          |
| 16      | Enrique Deichler na koniu Chile           | ---          | 0            | 14           | 176            |          |
| 16      | Aleksandr Rodzianko na koniu Eros         | ---          | 0            | 14           | 176            |          |
| 18      | Friedrich von Grote na koniu Polyphem     | ---          | 0            | 16           | 174            |          |
| 18      | Fryderyk Hohenzollern na koniu Gibson Boy | ---          | 0            | 16           | 174            |          |
| 18      | Sergiusz Zahorski na koniu Bandura        | ---          | 0            | 16           | 174            |          |
| 21      | Michaił Pleszkow na koniu Yvette          | ---          | 0            | 17           | 173            |          |
| 22      | Åke Hök na koniu Mona                     | ---          | 0            | 20           | 170            |          |
| 22      | Aleksiej Selichow na koniu Tugela         | ---          | 0            | 20           | 170            |          |
| 24      | Karl Kildal na koniu Garcia               | ---          | 0            | 22           | 168            |          |
| 25      | Elias Yáñez na koniu Patria               | ---          | 0            | 24           | 166            |          |
| 26      | Jørgen Jensen na koniu Jossy              | ---          | 0            | 25           | 165            |          |
| 27      | Paul Kenna na koniu Harmony               | + 0:22.0     | 10           | 18           | 162            |          |
| 28      | Jens Falkenberg na koniu Florida          | ---          | 0            | 29           | 161            |          |
| 29      | Edward Radcliffe-Nash na koniu The Flea   | + 0:40.2     | 18           | 19           | 153            |          |
| 30      | Guy Reyntiens na koniu Beau Soleil        | + 0:33.0     | 14           | 29           | 147            |          |
| —       | Bernard Meyer na koniu Ursule             | Nie ukończył | Nie ukończył | Nie ukończył | Nie ukończył   |          |